# Nimrud
Nimrud (tiếng Ả Rập: النمرود) là tên Arab sau này cho một thành phố cổ nằm ở phía nam Assyrian Mosul trên sông Tigris ở miền bắc Mesopotamia. Các nhà khảo cổ tin rằng thành phố được đặt tên theo Nimrud trong thời hiện đại theo Nimrod Kinh Thánh, một anh hùng huyền thoại săn. Thành phố được xác định là thành phố Kinh Thánh của Calah (Kalhu, Kalakh; trong tiếng Do Thái כלח và trong tiếng Hy Lạp χαλαχ), lần đầu tiên được gọi cùng với Nimrod trong Genesis 10, bởi Henry Rawlinson vào năm 1850 trên cơ sở của một diễn giải có thể có của hình nêm tên riêng của thành phố như "Levekh".
Tháng 3 năm 2015, những kẻ khủng bố thuộc tổ chức ISIL đã công bố những video cho thấy việc phá hủy thành phố cổ này. Hiện nay, chính quyền độc lập vẫn chưa xác định được mức độ thiệt hại.